# バトルドッジボール3
『バトルドッジボール3』は、バンダイナムコゲームス・バンプレストレーベルより発売されたPlayStation Portable用ゲームソフト。一般販売はされていない。

## 概要
SDにディフォルメされたロボットアニメや特撮作品のキャラクターが戦うクロスオーバー作品「コンパチヒーローシリーズ」の1つ。ガンダムシリーズ、仮面ライダーシリーズ、ウルトラシリーズのキャラクターがチームを組んでドッジボールで対決する。
タイトルに「3」とついているが、シリーズ内シリーズであるバトルドッジボールシリーズの第4作目にあたる。基本システムとグラフィックは第1作『バトルドッジボール 闘球大激突!』をベースにしており、オリジナルキャラおよびダイナミックプロ作品を除いたチームが続投し、そこに新チーム・キャラクターが追加されている。

## 販売形態
最初は2012年3月1日に発売された『グレイトバトル フルブラスト』の初回限定版である『ツインバトルBOX』にパッケージ（UMD）ソフトとして付属した。
その後2013年2月7日発売の『HEROES' VS』に初回封入特典として本作の限定購入権のプロダクトコードが封入され、2014年2月11日までの期間限定でPlayStation Storeよりダウンロード版を2800円で購入できた。
現在に至るまで一般販売はされていない。

## システム
主なシステムは過去のバトルドッジボールシリーズと同様。
プレイできるモードは、以下の3つがある。
- 主人公となるキャラクターを一人選び、ストーリーを進める「真・闘球王伝説モード」
- 全16チームの中から1チームを選び、残りのチームと対決する「スーパーバトルリーグモード」
- 好きなチームを選び、CPUと対決する「修行モード」

## チーム&所属選手
全16チームが使用可能で、内7チームは『バトルドッジボール 闘球大激突!』からの続投。

### SDガンダムヒーローズ
昭和から平成初期作品のガンダムシリーズのヒーローキャラクターで構成されたチーム。
内野
- ガンダムF91
- Ζガンダム
- アレックス

外野
- ジム

### ナイトドラゴンズ
ナイトガンダムシリーズのヒーローキャラクターで構成されたチーム。
内野
- ナイトガンダム
- 剣士ゼータ
- 法術士ニュー

外野
- 戦士ジェガン

### ウルトラファイターズ
昭和から平成初期のウルトラシリーズのヒーローキャラクターで構成されたチーム。
内野
- ウルトラマングレート
- ウルトラマンタロウ
- ウルトラセブン

外野
- ウルトラマン

### グレイテストライダーズ
昭和の仮面ライダーシリーズのヒーローキャラクターで構成されたチーム。
内野
- 仮面ライダーBLACK RX
- 仮面ライダーアマゾン
- 仮面ライダーV3

外野
- 仮面ライダー1号

### モビルスーツキラーズ
ガンダムシリーズの悪役キャラクターで構成されたチーム。
内野
- ビギナ・ギナ
- サザビー
- ジオング

外野
- ザクII

### モンスタークラッシャーズ
昭和のウルトラシリーズの悪役キャラクターで構成されたチーム。
内野
- ゼットン
- エースキラー
- ゴモラ

外野
- バルタン星人

### ショッカーイーグルス
仮面ライダーシリーズの悪役キャラクターで構成されたチーム。
内野
- シャドームーン
- イカデビル
- ガラガランダ

外野
- ショッカー戦闘員

### ガンダムナインティーズ
チーム名通り90年代に放送されたガンダムシリーズのヒーローキャラクターで構成されたチーム。
内野
- ゴッドガンダム
- ウィングガンダムゼロ
- ∀ガンダム

外野
- カプル

### レッツゴーライダーズ
2000年代に放送された仮面ライダーシリーズのヒーローキャラクターで構成されたチーム。
内野
- 仮面ライダーオーズ
- 仮面ライダーW
- 仮面ライダー電王

外野
- タカカンドロイド

### ウルティメイトフューチャーズ
2000年代のウルトラシリーズのヒーローキャラクター＆ウルトラマンゼロの師匠であるウルトラマンレオで構成されたチーム。
内野
- ウルトラマンゼロ
- ウルトラマンメビウス
- ウルトラマンレオ

外野
- ウルトラマンマックス

### C.E.ガンダムズ
ガンダムSEEDシリーズのヒーローキャラクターで構成されたチーム。
内野
- フリーダムガンダム
- ジャスティスガンダム
- デスティニーガンダム

外野
- ストライクダガー

### ディメンションライダーズ
仮面ライダーディケイドの主要キャラクターで構成されたチーム。
内野
- 仮面ライダーディケイド
- 仮面ライダーディエンド
- 仮面ライダークウガ

外野
- ライオトルーパー

### モンスターブレイカーズ
平成のウルトラシリーズの悪役キャラクターで構成されたチーム。
内野
- ウルトラマンベリアル
- キリエロイド
- ガンQ

外野
- ダークロプスゼロ

### ダークガンダムズ
平成以降のガンダムシリーズにおける悪のガンダムで構成されたチーム。
内野
- ターンX
- ガンダムエピオン
- プロヴィデンスガンダム

外野
- デスアーミー

### ライバルライダーズ
レッツゴーライダーズの参加作品の2号ライダーたちで構成されたチーム。
内野
- 仮面ライダーバース
- 仮面ライダーアクセル
- 仮面ライダーゼロノス

外野
- ゴリラカンドロイド

### ウルトラグリッターズ
90年代～2000年初頭のウルトラシリーズのヒーローキャラクターで構成されたチーム。
内野
- ウルトラマンティガ
- ウルトラマンガイア
- ウルトラマンコスモス

外野
- ウルトラマンダイナ